# Roger Midgley
Pour les articles homonymes, voir Midgley.
Roger Midgley, né le 23 novembre 1924 et mort le 12 décembre 2019, est un joueur britannique de hockey sur gazon.

## Carrière
Roger Midgley a fait partie de la sélection britannique de hockey sur gazon médaillée de bronze aux Jeux olympiques d'été de 1952 à Helsinki.